# Minuartia macrocarpa
Minuartia macrocarpa là loài thực vật có hoa thuộc họ Cẩm chướng. Loài này được (Pursh) Ostenf. mô tả khoa học đầu tiên năm 1920.